# کدووسوو
کدووسوو (به چکی: Kdousov) یک منطقهٔ مسکونی در جمهوری چک است که در منطقه تربیچ واقع شده‌است.
 کدووسوو ۲٫۲۳ کیلومتر مربع مساحت و ۱۰۷ نفر جمعیت دارد و ۴۵۸ متر بالاتر از سطح دریا واقع شده‌است.